# Forføreren
Forføreren er en dansk dokumentarfilm fra 1999 med instruktion og manuskript af Lise Birk Pedersen.

## Handling
Mette og Jacob har levet som hund og kat i 25 år, indtil Jacob blev smidt ud for 15 år siden. Seerne kommer ind i historien 40 år efter deres første møde. De ses hver dag, men så beslutter Mette sig for at flytte til Jylland og bryde den hverdag, de har sammen. Et dokumentarisk portræt af et ægtepars årelange tovtrækkeri og stadige kærlighed til hinanden.